# Garra simbalbaraensis
Garra simbalbaraensis is een straalvinnige vissensoort uit de familie van de eigenlijke karpers (Cyprinidae). De wetenschappelijke naam van de soort werd voor het eerst geldig gepubliceerd in 2019 door Rath, Shanhingam en Kosygin.